# 沙埔村
沙埔村（英語：Sa Po Village），又名沙浦村、沙莆村，亦可細分為上沙埔和下沙埔，原址位於現時香港九龍黃大仙區東匯邨及天主教伍華中學一帶，於1962年清拆。沙埔村所在地傳統上被認爲是九龍城地區，但後來的十八區分界將其劃入黃大仙區範圍。沙埔村位於九龍灣淺灘的北面，衙前圍村的正南面，九龍城九龍街市集的東面。沙埔村是衙前圍村的分支，屬九龍十三鄉及衙前圍七約之一（衙前圍、衙前塱、沙埔、大磡、竹園、隔坑及打鼓嶺），約每十年會舉行一次太平清醮。村內街巷有上沙埔街、下沙埔街、打鐵街、花公園街、大坑街及東興街。

## 歷史
沙埔村成立以前是衙前圍村的農地，衙前圍村吳姓族人的後人在衙前圍村南面建立沙埔村，在東邊亦有衙前圍陳、李兩氏族人聚居，人數比吳姓為少。據村民指，沙埔村有逾600年歷史（14世紀元朝間）。1899年，沙埔村有居民約300人。1898年後，有外姓客家人遷入，聚居於低窪地帶的下沙埔。香港九約竹枝詞中載有「行向沙埗醫院過，疑魂打鼓嶺中催」。
二戰前後時期，居民將農地租給各類小型工廠，包括和發興酒廠、同珍醬園、鉅利醬園、建興涼果廠、杏春園果子廠，另有牛皮廠、染廠和表帶廠等等。
1942年香港日治時期期間，日軍為擴建啟德機場，需收回沙埔村東邊，即陳、李兩姓的村屋和田地，以及南面下沙埔範圍，而西邊吳姓的村屋則倖免，部份村民被迫遷往九龍塘鴨仔湖模範村。
1962年，政府宣佈清拆沙埔村，興建徙置大廈（東頭邨23座），村民獲政府賠償「屋地換樓地」，與發展商在竹園鳳凰新村合伙興建樓宇，建成鳳凰新村，即現今翠鳳街及鳴鳳街一帶。

## 外部連結
- 衙前圍村清拆前最後一次打醮 （页面存档备份，存于）
- 十三鄉由來 - 東九龍居民委員會 （页面存档备份，存于）
- 書若蜉蝣：沙埔鄉與竹園鄉 （页面存档备份，存于）
- 二十世紀以前九龍城地區概述 （页面存档备份，存于）